# ブロゴスフィア
ブロゴスフィア（Blogosphere、ブログ圏）とは、全てのウェブログ（ブログ）とそのつながりを包含する総称である。無数のブログが、相互にリンクした共同体として（または共同体の集合として）、あるいは社会的ネットワークとして共存しているという感覚をもとにこの語は造られた。

## ブログが作る集合体
ブログは個々人がインターネット上で意見や雑感を手軽に発信する手段を与えた。ブログはRSSによって更新状況を読者へ発信し、自分のページから他のページへリンクを張るだけでなくトラックバックによって他のページから自分のページへのリンクも張ることができる。ひとつのブログを読む読者は、リンクやトラックバックをたどって様々なブログの様々な意見やブログ同士の論戦を読むことができ、複数のブログが作る共同体や言論空間の存在を感じることになる。
あるブログやサイトの設置者が関心を持つサイトの更新状況を表示するアンテナや、複数の人々が興味深いニュースやブログエントリに対するブックマークを共有するソーシャルブックマークなどもブログ同士のつながりへ読者を誘導する。
ブログに関する情報を収集している検索サイトやランキングサイト、たとえばブログ検索のTechnorati、ブログ圏内で現時点で最も語られている話題を収集するBlogdex（2006年5月で閉鎖）や現時点で話題のブログをランク付けし最新ニュースや最新ミームを収集できるTailrank.com、ブログやニュースサイトのRSSフィードを管理し更新状況を確認してくれるBloglines、などもブロガー同士のつながり形成や話題形成に大きな役割を果たしている。
これらのサイトやブログ同士に張られたリンクは、情報に関する研究や調査を行う者に、ミームやニュースがいかに早くブロゴスフィアを広がるかを教えている。無数のブログがブロゴスフィアの中でいち早く認知を得て頭一つ抜け出そうとして、より人気の集中するブログの話題に対しトラックバックを張るため、話題は一気にブログからブログへと伝わってゆく。

## 言葉の起源
1994年以降、インターネットの一般化とともにオンライン日記サイトなどの個人サイトが多く立ち上がったが、1999年前後からより簡単に情報を発信できるようなブログ・ソフトウェアやブログ・ホスティング・サービスが立ち上がり、ブログは徐々に一般的になっていった。LiveJournalは1999年3月、blogger.comは1999年8月にサービスを開始している。
ウェブログという語は1997年12月に日記サイトの中から発生し、やがて「ブログ」と縮められた。「ブロゴスフィア」という語の初出は1999年9月10日、Brad L. Graham が自分のブログのエントリに冗談半分で書き残したものとされる。この語が再登場し一般的となったのは、2001年9月11日のアメリカ同時多発テロ事件とアフガニスタン侵攻によりブログ共同体の影響力が拡大した後の2002年1月1日である。アメリカの戦争やテロについて語る「ウォーブログ」の一つである「DailyPundit.com」の運営者、William Quickがサイバースペースの言論空間について「ブロゴスフィア」と呼んではどうかと提案し、タカ派ウォーブログの間で広く受け容れられ急速に広まった。彼はこの語をギリシャ語で言語や論理などを意味するロゴスを基にした造語だと語っている。

## ブロゴスフィアの今後
この語は「ロゴスフィア」（logosphere、言語圏、logosはギリシャ語で言語や論理などを、sphereは世界を意味する）や「ノウアスフィア」（noosphere）とも類似した概念をもつ語である。
ブロゴスフィアという言葉や概念は、2007年段階ではまだ冗談半分で使われることも多く、ブログの世界が世論形成に与える影響や政界に及ぼす影響も疑問視されたり否定的に見られたりすることもある。一方で、BBCやNPR（National Public Radio、アメリカの公営ラジオ放送）などの番組では世論を語る際にブログのエントリに言及し、「ブロゴスフィア」の語を用いることもしばしばである。多くのメディアがブロゴスフィアを世論の物差しとして使い、学術論文などが反グローバリゼーションや選挙疲れなど様々な現象の証拠としてブロゴスフィアの大勢に言及することも増加している。